# 卡多内盖
卡多内盖（義大利語：Cadoneghe），是意大利威尼托大区帕多瓦省的一个市镇。总面积12.85平方公里，人口15948人，人口密度1241.1人/平方公里（2009年）。国家统计（ISTAT）代码为028016。